# Liste des édifices labellisés « Patrimoine du XXe siècle » des Pyrénées-Orientales
La liste des édifices labellisés « Patrimoine du XXe siècle » des Pyrénées-Orientales recense de manière exhaustive les édifices disposant du label officiel français « Patrimoine du XXe siècle » situés dans le département français des Pyrénées-Orientales. Chacun de ces édifices est accompagné de sa notice sur la base Mérimée et de sa date de labellisation.

## Liste
| Monument                                                                                              | Commune                                   | Adresse                         | Coordonnées                      | Notice         | Protection                           | Date | Illustration                       |
| --- | ----------------------------------------- | ------------------------------- | -------------------------------- | -------------- | ------------------------------------ | ---- | ---------------------------------- |
| Hôtel de ville d'Arles-sur-Tech                                                                       | Arles-sur-Tech                            | Bailles de la Mairie            | 42° 27′ 18″ nord, 2° 38′ 07″ est | « PA00103964 » | Inscrit MH (1987)                    |      | Hôtel de ville d'Arles-sur-Tech    |
| Cabane de pêcheur de Coudalère                                                                        | Le Barcarès                               | Coudalère                       | 42° 47′ 46″ nord, 3° 02′ 22″ est | « PA00132871 » | Inscrit MH (1994)                    |      | Cabane de pêcheur de Coudalère     |
| Sites miniers de la Pinouse, de Roque Jalère et des Manerots et installations de transport de minerai | La Bastide Montbolo Saint-Marsal Valmanya |                                 | 42° 30′ 58″ nord, 2° 32′ 18″ est | « PA66000050 » | Inscrit                              | 2015 | Image manquante Téléverser         |
| Villa Muchir                                                                                          | Canet-en-Roussillon                       | 50, avenue de la Côte-Vermeille | à géolocaliser                   | « PA66000047 » | Classé                               | 2015 | Villa Muchir                       |
| Hôtel Belvédère du Rayon vert                                                                         | Cerbère                                   | Route de Banyuls                | 42° 26′ 38″ nord, 3° 10′ 03″ est | « PA00103988 » | Inscrit MH (1987)                    |      | Hôtel Belvédère du Rayon vert      |
| Château d'Aubiry                                                                                      | Céret                                     | Aubiry                          | 42° 30′ 46″ nord, 2° 45′ 58″ est | « PA00104182 » | Inscrit MH (2006)                    |      | Château d'Aubiry                   |
| Monument aux morts de Céret                                                                           | Céret                                     | Place de la Liberté             | 42° 29′ 01″ nord, 2° 44′ 53″ est | « PA00104185 » | Classé MH (1994)                     | 1922 | Monument aux morts de Céret        |
| Pont Séjourné                                                                                         | Fontpédrouse                              |                                 | 42° 31′ 04″ nord, 2° 12′ 13″ est | « PA00132870 » | Inscrit MH (1994)                    |      | Pont Séjourné                      |
| Grand Hôtel de Font-Romeu                                                                             | Font-Romeu-Odeillo-Via                    |                                 | 42° 30′ 21″ nord, 2° 02′ 20″ est | « PA00104028 » | Inscrit MH (1988)                    |      | Grand Hôtel de Font-Romeu          |
| Four solaire de Mont-Louis                                                                            | Mont-Louis                                |                                 | 42° 30′ 27″ nord, 2° 07′ 16″ est | « PA66000020 » | Inscrit MH (2008)                    |      | Four solaire de Mont-Louis         |
| Magasin Aux Dames de France                                                                           | Perpignan                                 | Place de Catalogne              | 42° 41′ 55″ nord, 2° 53′ 18″ est | « PA66000007 » | Inscrit MH (1999)                    |      | Magasin Aux Dames de France        |
| Cinéma le Castillet                                                                                   | Perpignan                                 |                                 | 42° 42′ 05″ nord, 2° 53′ 41″ est | « PA66000004 » | Inscrit MH (1997)                    |      | Cinéma le Castillet                |
| Viaduc de Porta                                                                                       | Porta                                     | Carol                           | 42° 30′ 01″ nord, 1° 50′ 26″ est | « PA00104095 » | Inscrit MH (1984)                    |      | Viaduc de Porta                    |
| Monument aux morts de Port-Vendres                                                                    | Port-Vendres                              |                                 | 42° 31′ 14″ nord, 3° 06′ 26″ est | « PA00104186 » | Classé MH (1994)                     |      | Monument aux morts de Port-Vendres |
| Camp de Rivesaltes                                                                                    | Salses-le-Château                         |                                 | 42° 50′ 23″ nord, 2° 52′ 13″ est | « PA66000009 » | Inscrit MH (2000)                    |      | Camp de Rivesaltes                 |
| Pont de Cassagne                                                                                      | Sauto                                     |                                 | 42° 30′ 14″ nord, 2° 08′ 36″ est | « PA00135696 » | Inscrit MH (1995) · Classé MH (1997) |      | Pont de Cassagne                   |